# صاهد (الضليعة)
'

تعديل مصدري - تعديل

صاهد هي إحدى قرى عزلة الضليعة بمديرية الضليعة التابعة لمحافظة حضرموت، بلغ تعداد سكانها 95 نسمة حسب تعداد اليمن لعام 2004.